# Соломон Николов
Соломон (Соле) Николов Янев (Янов) Тасовски е български зограф, иконописец от Дебърската художествена школа.

## Биография
Роден е в голямата мияшка паланка Галичник, тогава в Османската империя, в семейството на образописеца Никола Янев. Заедно с баща си работи в храма „Свети Георги“ в софийското село Бистрица (1883). След това изписват църквата „Успение Богородично“ в брезнишкото село Слаковци, строена в 1870 година. Ктиторският надпис гласи „Изобразисѧ сеїи Бжственй храмъ Оуспение Пресветиѧ Богорицы: на 1888 г. свещеникъ быивши: П: Никола П: Хрїстовъ: с. Слаковци Изъ рȢкіи Никола Ѧновъ и син мȢ Соломонъ ѿ село Галичникъ 1888“. Стенописите са сцени от Писанието и образи на светци. Колоритът е суров, фоновете са светлосини и като цяло стенописите са неудачни.
През 1895 година Соломон се присъединява към баща си в Румъния и двамата рисуват стенописите в църквите „Св. св. Константин и Елена“ и „Свети Йоан Предтеча“ в Слатина. В Слатинско работи в селата Томени, Присяка (два храма), Добротяса и Татулещи. В Александрийско – в „Свети Архангели Михаил и Гавриил“ в Спътърей, в „Света Параскева“ в Пятра и други. Към тях се присъединяват и по-малките братя на Соломон – Вениамин и Рафаил.
През Балканската война Никола Янев напуска Румъния и се установява в Битоля, където в 1913 година умира. След смъртта на баща си, Соломон Николов продължава работи в Битоля. Автор е на апостолските икони от църквата „Света Неделя“. В 1914 година изписва църквата „Свети Димитър“ във Вевчани.

## Родословие
|  |  |                 |                 |                 |                 |                 |                 |  |  | Никола Янев (1843 – 1913) |                  |                  |                  |                  |                  |  |  |                |                |                |                |                |                |  |  |  |  |  |  |  |  |  |  |  |  |  |  |  |  |
|  |  |                 |                 |                 |                 |                 |                 |  |  |                           |                  |                  |                  |                  |                  |  |  |                |                |                |                |                |                |  |  |  |  |  |  |  |  |  |  |  |  |  |  |  |  |
|  |  |                 |                 |                 |                 |                 |                 |  |  |                           |                  |                  |                  |                  |                  |  |  |                |                |                |                |                |                |  |  |  |  |  |  |  |  |  |  |  |  |  |  |  |  |
|  |  | Соломон Николов | Соломон Николов | Соломон Николов | Соломон Николов | Соломон Николов | Соломон Николов |  |  | Вениамин Николов          | Вениамин Николов | Вениамин Николов | Вениамин Николов | Вениамин Николов | Вениамин Николов |  |  | Рафаил Николов | Рафаил Николов | Рафаил Николов | Рафаил Николов | Рафаил Николов | Рафаил Николов |  |  |  |  |  |  |  |  |  |  |  |  |  |  |  |  |